# Norbert Leopold Libštejnský z Kolovrat
Norbert Leopold hrabě Libštejnský z Kolovrat (9. březen 1655, Praha – 17. duben 1716, Rychnov nad Kněžnou) byl český šlechtic ze starobylého rodu Kolovratů. Uplatnil se jako diplomat a politik. Stal se držitelem Řádu zlatého rouna. Proslul také jako mecenáš a sběratel barokního umění a jako tvůrce obrazové sbírky. Pro světské a církevní stavby na svých statcích angažoval architekta Jana Blažeje Santiniho-Aichela.

## Život a kariéra
Narodil se v Praze jako čtvrtý syn hraběte Františka Karla I. Libštejnského z Kolovrat (1620–1700) a jeho manželky Magdaleny Ludmily, rozené z Oppersdorfu (1625–1672). Měl deset sourozenců, z nichž dosáhl nejúspěšnější kariéry. Jeho dva starší bratři zemřeli v dětství, další bratr František Vilém (1653–1715) nebyl kvůli zdravotnímu stavu schopen převzít rodové dědictví, proto se stal dědicem právě hrabě Norbert Leopold. Jak bylo zvykem u raněnovověkých šlechticů, absolvoval kavalírskou cestu, kterou zakončil se svým starším bratrem v roce 1674 pobytem v Itálii.
Později několik let zastával významné diplomatické funkce, byl jmenován císařským radou a komořím, působil jako mimořádný vyslanec v Madridu (1688–1690), u kurfiřta v Kolíně nad Rýnem (1690) a řádný vyslanec u braniborského kurfiřta v Berlíně (1693–1694). V roce 1711 byl kandidátem na post vyslance u volby císaře ve Frankfurtu.
Proslul jako vzdělaný aristokrat a barokní kavalír, na svých zahraničních cestách začal kupovat obrazy a stal se tak zakladatelem kolovratské umělecké sbírky – obrazárny na zámku v Rychnově nad Kněžnou. Po smrti hraběte Norberta Leopolda obsahovala jeho sbírka 134 obrazů. Při cestě do Berlína pořídil také roku 1694 svůj portrét, jehož tvůrcem byl malíř Jan Fr. Doun, a který je dodnes v kolovratské obrazové sbírce.

### Vyznamenání
Za zásluhy 9. 1. 1712 od císaře Karla VI. obdržel řád Zlatého rouna.

## Rodina a majetek
Dědictvím, dvěma sňatky i vlastními nákupy se Norbert Leopold stal významným pozemkovým vlastníkem ve východních a severních Čechách a také na Moravě. V roce 1682 se oženil s Johanou Magdalenou Hrzánovou z Harasova, ovdovělou Vítanovskou z Vlčkovic (1649–1685) a tímto sňatkem získal panství Letohrad. Z manželství se narodil jediný syn:
- 1. František Karel II. (29. 3. 1684 – 10. 5. 1753), manž. 1709 Marie Antonie ze Schwarzenbergu (25. 9. 1692 – 7. 8. 1744)

Podruhé se oženil v roce 1691 s hraběnkou Marií Magdalenou Slavatovou z Chlumu a Košumberka (1673–1700), která jako dědička části majetku vymřelého rodu Slavatů převzala Pluhův Žďár a polovinu pražského paláce pánů z Hradce. Druhou část paláce koupil v roce 1701 od dalšího dědice Slavatů, barona Fünfkirchena za 13 000 zlatých. Za 9 let manželství Marie Magdalena porodila 2 děti, dospělosti se dožil pouze mladší syn:
- 2. Marie Markéta (9. 4. 1693 – 24. 8. 1707)
- 3. Norbert Vincenc (22. 1. 1696 – 14. 1. 1727, Praha), zemřel předčasně následkem morbidní obezity, manž. 1716 hraběnka Marie Anna z Althannu (15. 5. 1700 – 15. 7. 1737)

Po otcově smrti zdědil hrabě Norbert Leopold základ rodového majetku – fideikomis zahrnující Rychnov nad Kněžnou, Chroustovice na Chrudimsku a Líšeň u Brna, Vamberk a Černíkovice. V roce 1707 od Krakovských z Kolovrat koupil panství Chlumec u Ústí nad Labem a téhož roku získal v severních Čechách také Zlonice. Dalšími nákupy cílevědomě rozšiřoval i své východočeské statky, k Chroustovicím přikoupil Přestavlky (1703) a k Letohradu Vamberk (1707).
Rychnovské panství rozšířil přikoupením rozsáhlých lesů v Orlických horách, které dosud byly v majetku královské komory (1704). V Rychnově nechal po požáru přestavět starý zámek, pokračoval i v úpravách nového zámku a založil zde piaristickou kolej s gymnáziem (1714). Proslul mimo jiné tím, že koncem 17. století zabránil prodeji Karlštejna do soukromých rukou. Za vlastní peníze Karlštejn vykoupil, aby zůstal v korunním majetku, částku 150 000 zlatých mu císařovna Eleonora nahradila až v roce 1705.

## Mecenášství
Stejně jako jeho otec byl i Norbert Leopold mecenášem katolické církve, na přelomu 17. a 18. století nechal vystavět nebo renovovat kostely v Těchoníně, Uhersku a Kunčicích, financoval také výbavu kostelů v Letohradě a Chroustovicích. Zvonici ve Slatině u Brna na panství Líšeň z roku 1703 navrhl Domenico Martinelli. Jan Blažej Santini-Aichel projektoval přestavbu zámeckého kostela Nejsvětější Trojice v Rychnově nad Kněžnou. Podle jeho plánů v roce 1714 byla zahájena stavba piaristické koleje, stojící v těsné blízkosti kostela. Kolej sloužila jako gymnázium až do požáru v roce 1918. Ze zajímavé trojkřídlé budovy (symbol Nejsvětější Trojice) se dochovalo jen jedno křídlo. Také objednal u tohoto architekta přestavbu klášterního kostela v Dolním Ročově, kde se již od 15. století nacházela hrobka Kolovratů. Santini-Aichel pak pracoval pro Libštejnské z Kolovrat i po smrti hraběte Norberta Leopolda.